# ばくおん!!
『ばくおん!!』は、おりもとみまなによる日本の漫画作品。『月刊ヤングチャンピオン烈』（秋田書店）にて2011年No.3より連載中。また『ヤングチャンピオン』（同社刊）2013年No.13には出張版（第27話）が掲載された。キャッチコピーは「ありそうでなかった“女子高生×バイク”で贈る、爽快ハイテンション学園コメディー」。日販「この1巻がキテる!」フェア対象銘柄。2020年12月時点で累計発行部数は280万部を突破している。
2015年5月発売の単行本6巻の帯にてアニメ化が発表され、2016年4月から6月まで放送された。
秋田書店のウェブコミック配信サイト『チャンピオンクロス』（後に『マンガクロス』）にて、スピンオフ作品『ばくおん!! 〜天野恩紗のニコイチ繁盛記〜』が、2018年4月17日から2018年9月18日まで連載。作画担当は蒔野靖弘。その後同社の『別冊ヤングチャンピオン』にて、2023年10月号から連載中。同社の『チャンピオンRED』にて、同じくスピンオフ作品『ばくおん!! 〜鈴乃木凜の野望〜』が、2018年7月号から2018年12月号まで連載。作画担当は藍井彬。同社の『別冊ヤングチャンピオン』にて、『ばくおん!! 台湾編』が、2019年12月号から2023年9月号まで連載。シナリオ担当は太田ぐいや。

## ストーリー
佐倉羽音は丘乃上女子高等学校に入学したばかりの高校1年生。これまで全くバイクとは縁がなかったが、登校初日、自転車に乗って通学途中の坂道でへたりこんでいた時、すぐそばに現れたオートバイの存在感にカルチャーショックを受ける。バイクに興味を持ち始め、バイクがきっかけとなって出会った同級生、天野恩紗と共にバイク部に入部することになった羽音は、まずはオートバイ免許の取得を目指すのだった。

## 登場人物

### 丘乃上女子高等学校
学年は初登場時のものを記載。生年月日や身長などは単行本各巻のオマケページの記載に基づく。
佐倉 羽音（さくら はね）
声 - 上田麗奈
本作の主人公。1995年5月3日生まれ。身長157センチメートル。血液型はB型。スリーサイズはB82/W58/H87。 両親は渡米しているため一緒に住んでおらず、妹の由女の二人で暮らしている。
丘乃上女子高等学校の1年生でクラスはA組。性格は極めておっとりのんびりとしており、これまでバイクとは全く縁のなかった少女。登校初日に自転車通学途中の坂道でへたりこんでいたところ、バイクに乗った恩紗と出会ったことがきっかけとなって、オートバイ免許の取得を決意する。
教習所での教習車「バイ太」との出会いを経て、恩紗の家で買ったホンダ・CB400SF SPEC3（ピンク全塗装）に乗ることになった。使用しているヘルメットはSHOEIのJ-FORCE IIで、CB400SF購入後に恩紗から借りたものをそのまま使用しているが、「ばくおん!!の小部屋 その12」において、いわゆる借りパクに近い形で譲り受けている描写がある。
独特なセンスの絵を描き、恩紗は「破りたいほどイラつく絵」と評している。両耳の上に羽をかたどった髪留めを付けている。
天野 恩紗（あまの おんさ）
声 - 内山夕実
1995年4月2日生まれの16歳。身長155センチメートル。血液型はA型。スリーサイズはB76/W55/H83。
羽音のクラスメイト。ウェーブヘアをリボンでまとめた明るく元気な女の子。ウェーブヘアを気に入っている。第35話で来夢先輩からバイク部の部長を引き継いだ。
初登場時にすでに普通自動二輪免許を取得して、登校初日から通学にも利用しており、愛車はスクラップの車両をニコイチにしたヤマハ・セロー225Wだったが、事故で大破しヤマハ・WR250Xに乗り換えた（こちらもニコイチ）。ヘルメットは当初SHOEIのJ-FORCE IIを着用していたが、羽音に譲って（取られて？）からはZENITHのジェット型を着用している。バイクの知識が豊富で、バイクを愛するがゆえにバイクについては色々と一家言あり、ことあるごとにうんちくや格好良さそうなセリフを言いたがる（バイクに詳しくない読者に対しての説明役も兼ねている）。犬猿の仲である凜からは、天然パーマの髪型を揶揄され「モジャ」と呼ばれている。彼女の実家はバイク屋「ニコイチモータース」だが、故障車や水没車の販売、メーターの巻き戻しを恒常的に行うなど、激安だがかなり怪しい物も扱う正規代理店契約を破棄されたジャンク屋である。
様々なバイク情報を紹介するインターネット番組「感じてRIDE」を配信しており、「みるきぃキャンディ」という名で自らDJを務めている。
「ヤマ坊（声 - 丸塚香奈）」「ハー坊（声 - 上原あかり）」という幼い弟が2人おり、母親代わりに面倒を見ている。入浴中、弟たちにむしられるので下の毛は剃っている。免許証の写真は半目開きで両手はピースしている。
鈴乃木 凜（すずのき りん）
声 - 東山奈央
4月9日生まれの16歳。身長157センチメートル。血液型はO型。スリーサイズはB91/W56/H81。
羽音のクラスメイト。長い金髪を小さなベルが付いたヘアゴムでツインテールにしている。身長に似合わぬ巨乳をもったアグレッシブな少女。高校入学後、念願の普通自動二輪免許を取得。
幼いころから強い愛着を持っていたスズキ・GSX400Sカタナを父から譲り受けた。乗車時は常に（通学時でも) ピンク アーレン・ネスLS1革ツナギ（胸にスズキのロゴ付き）とARAI製フルフェイス型ヘルメットを着用している。恩紗と同じくバイク、特にスズキに対しては相当な思い入れがあり、超がつくほどのスズキ好き。しばしばスズキをからかう恩紗とはムキになって言い争うが、スズキの話題を除けば基本的にバイク好き同士で気が合う。
意地っ張りな性格のため孤立しやすく、第47話の時点においてもバイク部には正式に入部していないが、凜を加えた7人でライダーグループ「チーム・つまさきだちスタイル」を結成している。
幼少期の事故で飛ばされて、猛暑で焼け付いていたスズキ・カプチーノ（アニメ版ではスズキ・ツイン）のボンネットにお尻を押し付けてしまい、熱くなっていたスズキのエンブレムの火傷痕が左のお尻に残った。
来夢先輩（らいむせんぱい）/ 仮名：川崎 来夢（かわさき らいむ）
生年月日や血液型、身長など全てが不明　。
丘乃上女子高等学校のバイク部の先輩であり、第35話まで部長を務めていた。学籍上では3年A組で、4月2日生まれ。常にシンプソンの白いヘルメット・スーパーバンディットを被ったまま決して脱がず、セリフを一言も発しない（筆談や他人による口話にて他者とのコミュニケーションは取っている）、謎だらけの存在。
その姿はまるでBBCのテレビ番組『トップ・ギア』に登場する「ザ・スティグ」のようであるが、ヘルメットの後頭部に大きいリボンを付けており、襟元からは2本の毛先にリボンを結んだ黒い三つ編みが伸びている。正確なスリーサイズは不明だが、抜群のスタイルとすべすべ美肌の持ち主。
その異様な出で立ちと裏腹にバイク部員たちには非常に面倒見が良く、周囲からはすぐに打ち解けられている。
一般のレースで優勝争いをするほどのライディングテクニックがあるうえどんなバイクでも分解整備が可能、マシンを一目見るだけで不良箇所を正確に見抜くなど、バイクに深く精通している。
逆にバイク以外の乗り物は簡単に運転できるものでも運転できない。年齢も不詳だが大型二輪に乗っているため、最低でも18歳以上と思われる。
乗っているバイクはカワサキ・ニンジャZX-12R。以前はカワサキ・マッハIVのほか、カワサキ・GPz250Rを色違いで35台そろえたこともある。学園祭での校内レースではバイクではなくビッグスクーターのカワサキ・エプシロンに乗る。
校長のたづ子が丘乃上女子高等学校の学生であった時からたづ子の先輩であり、バレンシアグランプリに参加していたレーサーたちからも先輩と呼ばれるなど、年齢や高校通学歴などが不明な点が多い。
たづ子が学生だったころのバイク部では、来夢先輩がオートレースの勝車投票券で部費を稼いでおり、「バイクの目」を見ることにより勝車を見抜き荒稼ぎしていた。やがて学校一の資金力を蓄え、たづ子やアキナらとスポンサーなしでレーシングチーム「チームバージン」を結成した。
類い稀なる技術を持っているが、公式戦では一度も勝てたことがないため、アキナに「まるで呪いみたい」と言われているその理由はたづ子が絡んだ場合。
三ノ輪 聖（みのわ ひじり）
声 - 山口立花子
12月23日生まれの15歳。身長160センチメートル。血液型はAB型。スリーサイズはB81/W61/H86。
1年B組の生徒。黒髪の長いストレートヘアで細く白いリボンをヘアバンドのように結び、眼鏡を掛けている。財閥系企業「三ノ輪グループ」の社長令嬢。学校の成績は非常に優秀だが、性格や発想が少々奇抜。
往年のアメリカ映画などから彼女なりの「ワルの美学」を学んで、ワルに憧れを抱いており、自らもワルになる第一歩としてバイク部に入部した。
当初は無免許であったため執事の早川が運転するサイドカーに同乗、入部の際にバイク部のメンバーにチキンレースを挑んだ。16歳の誕生日を迎えた際は引き起こしができず自動二輪免許の取得を断念し代わりに原付免許を取得している。
フロントカウルに牛の頭骨をあしらった補助輪付きのホンダ・スーパーカブを愛車とした。
その後、自動二輪免許を取得し、スーパーカブから補助輪を外している。
特注でドゥカティ・1199パニガーレS（英語版）を399ccのエンジンに換装して乗っているがマフラー部分に早川が内緒で補助輪を仕込んでいる。
ヘルメットは、サイドカーに乗っているころは早川と共にゴーグル付きの半帽型を着用していたが、教習所を含め一人で乗車する際はmomo design製のフルフェイス型を着用している。
中等部のころはヘリコプターで通学していた。
佐倉 由女（さくら ゆめ）
声 - 田所あずさ
1996年7月14日生まれ。身長152センチメートル。血液型はA型。スリーサイズはB79/W60/H83。
羽音の1歳年下の妹。顔つきは姉に相似しているが後ろ髪を三つ編みにしている。アメリカに赴任している両親の代わりに、家計の管理と姉の面倒をみている。炊事や洗濯、掃除などの家事全般ができるしっかり者で、姉が高校を受験する際には、睡眠学習用のテープを作成し合格に一役買った。
丘乃上女子高等学校に入学した。
中野 千雨（なかの ちさめ）
声 - 木戸衣吹
由女の同級生。黄色いリボンを結んだツインテールの髪型と、眉根を寄せ口を曲げた不機嫌そうな顔が特徴。16歳。
1996年6月6日生まれ。身長144.8センチメートル。体重39キログラム。血液型はA型。スリーサイズはB75/W60/H80。好きなものは芋。
「ちいさめ千雨」とあだ名を付けられるほど身体が小柄。また運動も不得手で走るのが遅い。コンプレックスが多く、非常にネガティブで後ろ向きな性格。
その一方で、小学生のころから参加しているバイクレースの大会ではポケバイやホンダ・NSF100を駆って連戦連勝を収めており、ライダーとして強い情熱を秘めている。プライドも高い。
しかし標準的なシート高のバイクでは路面に足が届かないため、公道で乗れないことに劣等感を抱き、「バイクは公道で乗るものじゃない」と意地を張っていた。
丘乃上女子高等学校に入学。
バイク部員たちの説得により、自動二輪免許の取得を決めバイク部に入部。
免許を取得。これまでNSF100しか乗ったことがなかったため、バイク部員たちに、どのバイクを買うか相談。
「スクーターはバイクではないので公道で乗っていい」という自己解釈により、自宅にあったホンダ・PCX150で通学している。
GPレーサーの父親から、代々受け継がれてきたホクロを左の目元に譲り受けている。
ヘルメットはOGK KABUTOのフルフェイス型を着用しており、ツインテールがついた状態での描写がたびたび見られる。
好きな人はいないが、福山雅治やダルビッシュ有などが好みの男性と発言している。
レースでは敵無しの強さを誇り、それゆえに対戦相手たちからは殺意を抱かれるほどに嫌われている。
ちくわサラダが気に入っている。

### 556レーシング
第59話 - 第64話に登場。元GPレーサーである千雨の父が結成した女子高生レーサーユニット。レースの実力よりも選手としての魅力や営業力に重点を置いた活動方針を採っている。
伊藤 真奈美（いとう まなみ）
「レーサーの役目は9割9分は広報活動」と言い切るドライな性格。スポンサーの宣伝に徹する。
宇川 徹子（うかわ てつこ）
女性。額に「王家のホクロ」を受け継いでいる。
「女神の翼」という、背中から翼を生やしてバイクごと空中に浮く特殊能力を持つ。

### SIZZO（シッゾ）
第71話で初登場。静岡県の高校のクラスメイトで結成された女子高生ライダーグループ。それぞれ国内4大メーカーのバイクに乗っており、排気量は249ccで統一されている。苗字はすべてそれぞれの愛車のメーカーにまつわる地名となっている。恩紗が配信しているネットラジオを通じて知った丘乃上女子高バイク部をライバル視している。
青山 さちえ（あおやま さちえ）
真面目で控えめな黒縁メガネの少女。「さっちん」と呼ばれている。当初はバイクに乗っていなかったが、ホンダ・レブルに乗っていた祖父の遺産のうち100万円を受け継ぎ、モデルチェンジされたレブル250を購入する。
浜松 じゅん（はままつ じゅん）
少々ドジで天然ボケ。通称「じゅんじゅん」。愛車はスズキ・GSX250R。
磐田 ぴあの（いわた ぴあの）
明るく元気なムードメーカー。行動力は抜群だがあきっぽい。愛称は「ぴあのん」。ヤマハ・YZF-R25に乗る。
神戸 のぞみ（こうべ のぞみ）
冷静なツッコミ役。ニックネームは「のぞみん」。カワサキ・ニンジャ250に搭乗。

### その他
早川（はやかわ）
声 - 石塚運昇、上坂すみれ（若年期）
三ノ輪家に仕える執事で、自身は4代目にあたる。聖が乗るサイドカーの運転手を務め、第11話まではMVアグスタ・F4セリエオーロ、第12話よりドゥカティ ・750SSイモラレプリカを運転する。また、第21話から第23話での文化祭丘女祭バイクダービーの際にはクラウザー・ドマニを使用し司会中継車とした。ドゥカティを深く愛しており、750ccの排気量にこだわりを持つ。
常にタキシードを着用し紳士的に振る舞っている。
若年期は女系家族の三ノ輪家に取り入るためメイド服を着て仕えており、見た目も女の子そのものだった。聖が一人でバイクに乗れるようになって感慨深く思っていた際に当時の姿まで若返っている。
12歳までシベリア抑留を経験しており、その際にロシア流のバイク術を体得した。高いバイク運転技術を持つ来夢先輩をライバル視している。よく川や海に落ちる。
鈴乃木 刃（すずのき じん）
声 - 三木眞一郎
凜の父。凜のお陰で入手することができたヨシムラ・カタナ1135Rに乗っている。
登場シーンでは常にフルフェイス型ヘルメットを装着しているため素顔は不明。
凜が幼いころには、よく後ろに乗せてタンデムで走行していた。しかし凜が体をゆするなどしたため、何度も落車し体のあちこちに傷がある（凜は無傷）。また北海道にツーリングに行った際には、目の前に飛び出してきたキタキツネを避けようとして転倒し、キタキツネに舐められてエキノコックス症に罹ったこともある。
20年前には恩紗の父とレーシングチームを組んでおり、来夢先輩と筑波サーキットでのレースで優勝を争ったこともある。
ことあるごとに周囲に、愛車であるカタナ1135Rを自慢しており、見ず知らずの人には本当のことを、知人の大型のカタナ乗りの面子には、ちやほやされたくて見栄を張って嘘や誇張でごまかしていた。だが、その嘘が露見して信用を失くした際には大人気なくも大号泣している。
恩紗の父
声 - 岩田光央
名前は不明。バイク店「ニコイチモータース」を経営。恩紗と同じく髪は天然パーマだが、側頭部と後頭部を残して禿げ上がっている。
整備の腕前に自信のあるそぶりを見せるが、店の営業時間中にテレビゲームに没頭するなど経営姿勢は非常に怠惰。
20年以上前から凜の父と交友があり、共に組んでいたレーシングチームでは「後方排気」の通称で知られる3MA型TZR250の整備担当であった。
バイ太
声 - 井上喜久子
第2話 - 第6話に登場した教習車のホンダ・CB400SF-K。自称・去勢された男性で、女性口調で話す。特定の人物とは会話が可能で、作中では羽音や教官と会話している。
教官には売女（ばいた）と呼ばれている。羽音に教習を通じてバイク運転技術や女としての生き方などを教える。また自分の武勇伝を語る癖があるようで、羽音の卒業検定時に教官から聞き飽きたと言われている。
その後、事故で廃車となったが分解されてニコイチモータースに引き取られて燃料タンクだけの姿になっていた。ちょうど羽音のCB400SFの燃料タンクが破損したため、バイ太の燃料タンクに換装された。
たづ子
声 - 日笠陽子
羽音たちが通っている丘乃上女子高等学校の校長でありOGでもある。若々しい容姿の美人だが、各エピソードの時代背景から推定30代半ばから後半。独身。
20年前のバイク部の部長であり、当時から「来夢先輩」の後輩。千雨の母・アキナとは同級生。当時、レーシングチーム・チームバージンも結成しており、千雨の父・欽矢とサーキットで競い合ったこともある。
かつての愛車はロスマンズカラーの1988年式のホンダ・NSR250R。
昔はモテていたが、それをいいことに言い寄る男たちを袖にしているうちに結婚適齢期が過ぎてしまった。
バイクから降りていたが、バイク部が復活したことに触発されリターンライダーとなることを決意。排気量で来夢先輩を上回るため、第18話でBMW・K1300Rを新車で購入。なお、バイクの整備は全てディーラーに任せている。私欲のために校内賭博を容認し、親を騙して参加資金を調達するなど、教育者としてはいささか問題のある人物。子供のころは実家が不動産で儲けており裕福だった模様。
視力は現役時代より悪くなっており、小さい文字が見えない。
蛇鶴八拳を使う。
猿山 猿子（さるやま さるこ）
声 - 荒浪和沙
羽音たちの担任の女性教師。担当教科は英語。短い髪にカチューシャを付けている。たづ子以外で唯一バイク（ホンダ・エイプ）に乗っている教員。お金持ちや権力者のお嬢様が多い丘乃上女子高等学校で、いつもびくびくと怯えている。普段は気弱で大人しい。
酒癖が非常に悪く、酔うと同性愛者のように豹変するため、これまで15人以上の男にフラれている。
付き合う男に執拗なほど合わせるタイプで、高校時代は彼氏のバイクに合わせてホンダ・DJ・1、ヤマハ・トレーシーCZ125、ホンダ・VTRを次々と乗り換えている。エイプ100に乗っているのは男性に気を使ってのこと。
バイク部の北海道ツーリングで偶然出会った際に顧問候補として部員たちに目を付けられていたが、第25話でたづ子から正式にバイク部顧問に任命された。
中野 アキナ（なかの アキナ）
声 - 丸塚香奈
千雨の母。丘乃上女子高等学校のOG。20年前のバイク部員の1人で、たづ子らと共にレーシングチームを組んでいた。
中野 欽矢（なかの きんや）
声 - 諏訪部順一
千雨の父。元GPライダーで、アパレルショップ「556デザイン」を経営している。現役レーサー時は「王子」と呼ばれイケメンと評判であったが、劇中では完全な素顔は描かれていない。自称「とある王家の末裔」で、右頬に一族に伝わるホクロがある。自宅にはホンダ・CBR1000RRを保有する。名前と経歴の由来は中野真矢。
ジーザス
声 - 小山力也
第11話に登場。「I'm Jesus」と書かれたヘルメットを被り、頭の上には天使の輪のようなものがある怪しい人物。スズキ・イントルーダークラシックに乗っている。ガス欠を起こしバイクを押して歩いていたところ、北海道にツーリングに行くために青森へと向かっていた羽音に遭遇し、ガソリンを分けてもらう。そのお礼として聖杯（実際はスズキの湯呑み。復刻版ではなくオリジナル品）をプレゼントし、さらに羽音を一瞬で青森まで送り届けた。iPadを使用している。
第44話で再登場し、羽音にオートバイが存在しない仮想世界を体験させた。
王様・押し掛け大将・サル顔ピアス
声 - 長谷部忠（王様）、酒井俊輔（押し掛け大将）、喜多田悠（サル顔ピアス）
第21話 - 第23話に登場。バレンシアグランプリに参加していたレーサーたち。同時刻にネット上で配信されていた、丘乃上女子高校・文化祭のバイク部レースで賭けに興じていた。
三等・参田・木戒・座保
声 - 杉山洋介（三等）、佐藤彗（参田)、西山慎哉（木戒）、町田広和（座保）
千雨の教習を担当した教官。それぞれマンガや特撮のキャラクターをモデルに描かれている。
死神 十三
第45話に登場。前面に大きく頭蓋骨を描いたフルフェイスのヘルメットを着用しており、KTM・ RC 125を愛車としている。バイクレースで競い合った千雨をライバル視しており、バイク部のツーリング先で偶然出会った際に公道バトルを挑む。素顔を目撃した羽音と聖はダルビッシュや福山雅治に似ていると評している。
オサム
第46話に登場。人語を話す謎の黒猫。突如凜の前に現れて魔法の力を授け、町中のバイクをスズキ車に変えていたが、ウサギに似た使い魔「ソーイチロー」を連れて同様の力を得たバイク部員たちに阻止され凜の元を去る。
一本松 かぼす
第57話に登場。売り出し中のバイクアイドル。乗っているバイクはスズキ・GSX-R750。
三井住 友子（みついすみ ともこ）
第66話に登場。聖のクラスメイト。マンガの執筆を趣味としており、ペンネームは手塚藤子A。腐女子。バイクを題材にした同人誌を描くためバイク部に取材を行なう。
後に、その同人誌が話題になったことをきっかけにスカウトされ、オートバイ雑誌にパーツを擬人化したBL系マンガを連載する。
コタロー
第69話に登場。白い子犬。羽音のCB400SFのフロントフォークにはさまり身動きできなくなっていたところを羽音に助けられ、恩返しするため人間の姿に化けバイク部のツーリングに同行する。乗っているバイクは ホンダ・ダックス。
小鳥（ことり）
第79話に登場。県立丘乃先高校に通う学生。おかっぱにした髪型が特徴。スーパーカブを探してニコイチモータースを訪れるが、貧乏なため手が届かず、代わりにスーパーフリー90を1万円で買う。
「スーパーカブの仲間に乗っている」という噂を聞き、声を掛けてきた同級生の銭子から散々罵られた挙句、友好関係を拒否されスーパーフリーをスーパーカブと偽って過ごそうとしていたが、路上を通りかかった凜の言葉により、彼女と同様のスズキ至上主義者となる。
その後に出会った羽音から「友達になろう」と誘われ、内心では喜んだが、羽音が代車のホンダ・スーパーカブに乗っていたことから銭子に浴びせられた罵詈雑言を思い出して意地を張り、「友達になること」を賭けて羽音に公道バトルを挑む。結果、羽音に勝利するが、バイク友達を作る機会を失い密かに涙する。
後に第92話にも「スズキワールド」の一員として登場。
銭子（ぜにこ）
第79話に登場。県立丘乃先高校に通う学生。黒髪のロングヘアでスタイル抜群の美人。お金持ちの社長令嬢だが、自称庶民派。ホンダ・ハンターカブに乗っている。小鳥が「スーパーカブの仲間に乗っている」という噂を聞いて彼女が乗っているバイクに興味を示すが、実際はホンダ・カブではなくスズキ版カブのスーパーフリーだと知ると嫌悪感を露わにし、徹底的に罵った挙句に友達になることを拒否する。
くるる
第81話 - 第83話に登場。バイク部がお伊勢参りのツーリングの途中で出会った少女。正体はカワサキワールドで展示されていたカワサキ・KR500で、気づいたら人間の姿になって伊勢神宮を目指していたとのこと。後に同様の経緯でホンダコレクションホールから来たホンダ・NR500らと合流しお伊勢参りを果たし、貸出先のトラックに引き取られ帰っていった。
徳大寺 蘭（とくだいじ らん）
第91話 - 第92話に登場。街で見かけた凛のカタナ400に惚れ、カタナ250を購入して凛を「お姉さま」と慕う。
大手外車ディーラーの娘で、財力に物を言わせて凛の望む「スズキワールド」を実現させようとするも、用意したカタナ1100への乗り換えを凜が（カタナ400への愛着から）拒否したため、本当に凜が求めていたものを察して去って行った。

## 書誌情報
- おりもとみまな 『ばくおん!!』 秋田書店〈ヤングチャンピオン烈コミックス〉、既刊19巻（2025年8月20日現在）
  1. 2012年03月19日発売、ISBN 978-4-253-25626-1
  2. 2012年10月19日発売、ISBN 978-4-253-25627-8
  3. 2013年06月20日発売、ISBN 978-4-253-25628-5
  4. 2013年12月20日発売、ISBN 978-4-253-25629-2
  5. 2014年08月20日発売、ISBN 978-4-253-25630-8
  6. 2015年05月20日発売、ISBN 978-4-253-25631-5
  7. 2016年03月18日発売、ISBN 978-4-253-25632-2
    - 限定特装版 ISBN 978-4-253-18189-1

  8. 2016年07月20日発売、ISBN 978-4-253-25633-9
  9. 2016年12月20日発売、ISBN 978-4-253-25634-6
    - オリジナルアニメDVD付限定版 ISBN 978-4-253-18195-2

  10. 2017年08月18日発売、ISBN 978-4-253-25635-3
  11. 2018年04月20日発売、ISBN 978-4-253-25636-0
  12. 2018年12月20日発売、ISBN 978-4-253-25637-7
  13. 2019年10月18日発売、ISBN 978-4-253-25638-4
  14. 2020年12月18日発売、ISBN 978-4-253-25639-1
  15. 2022年01月20日発売、ISBN 978-4-253-25642-1
  16. 2022年10月20日発売、ISBN 978-4-253-25643-8
  17. 2023年10月19日発売、ISBN 978-4-253-25644-5
  18. 2024年09月19日発売、ISBN 978-4-253-25645-2
  19. 2025年08月20日発売、ISBN 978-4-253-25837-1
- 原作：おりもとみまな、漫画：蒔野靖弘 『ばくおん!! 〜天野恩紗のニコイチ繁盛記〜』 秋田書店〈ヤングチャンピオン烈コミックス〉、既刊3巻（2025年8月20日現在）
  1. 2018年12月20日発売、ISBN 978-4-253-25761-9
  2. 2024年09月19日発売、ISBN 978-4-253-25762-6
  3. 2025年08月20日発売、ISBN 978-4-253-25763-3
- 原作：おりもとみまな、漫画：藍井彬 『ばくおん!! 〜鈴乃木凜の野望〜』 秋田書店〈チャンピオンREDコミックス〉、全1巻
  - 2018年12月20日発売、ISBN 978-4-253-23377-4
- シナリオ原案：太田ぐいや、漫画：おりもとみまな 『ばくおん!! 〜台湾編〜』 秋田書店〈ヤングチャンピオン烈コミックス〉、全4巻
  1. 2020年12月18日発売、ISBN 978-4-253-25688-9
  2. 2022年01月20日発売、ISBN 978-4-253-25689-6
  3. 2022年10月20日発売、ISBN 978-4-253-25690-2
  4. 2023年10月19日発売、ISBN 978-4-253-25693-3

## コラボレーション

### 鈴鹿8耐参戦

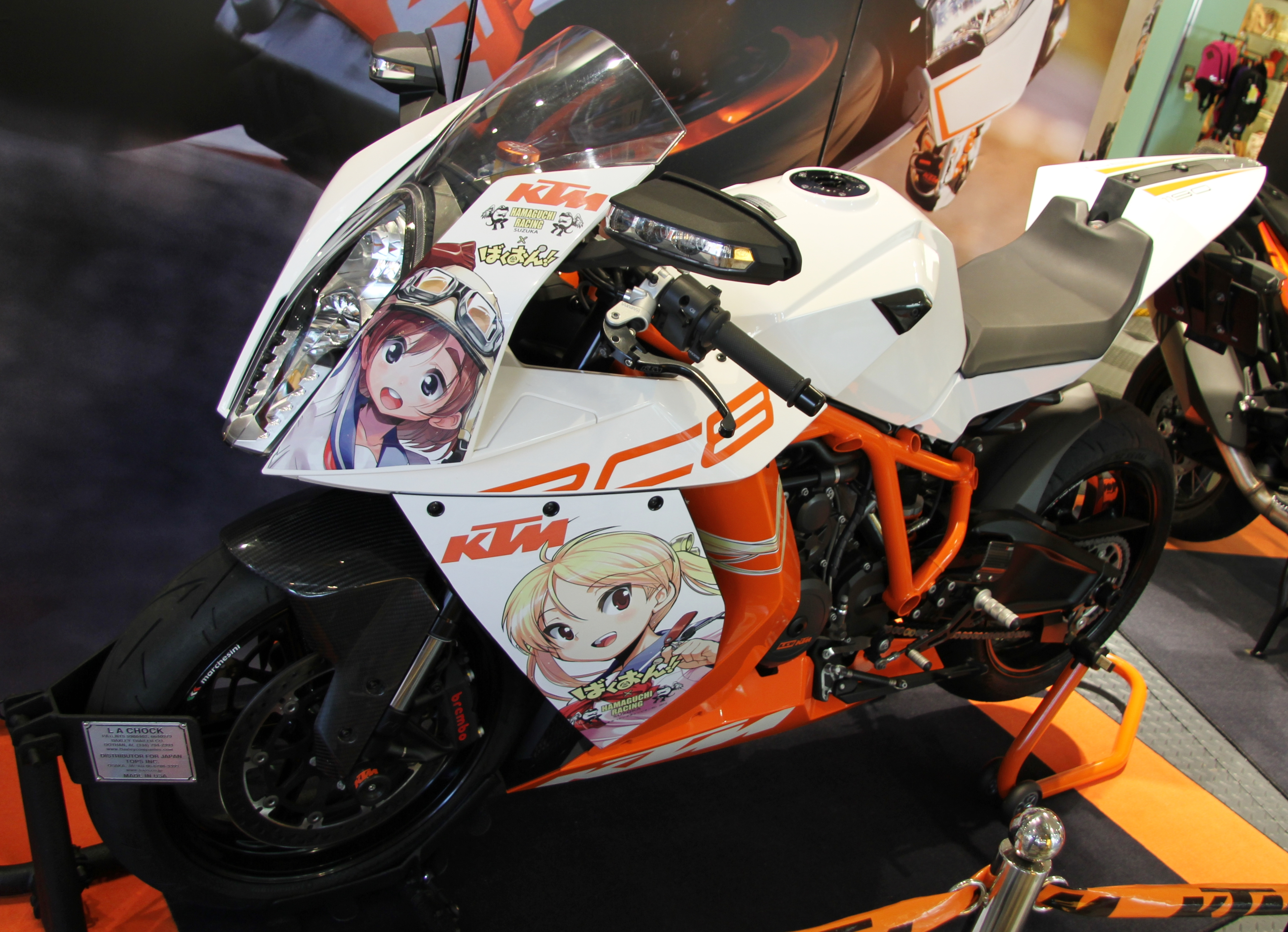
KTM HAMAGUCHI BAKUON Racing
鈴鹿8耐参戦車両

本作とKTMジャパン、浜口レーシングがコラボレーションを組んで「KTM HAMAGUCHI BAKUON Racing」を結成、2013年7月28日に開催された第36回鈴鹿8時間耐久ロードレースに参戦した。車両はおりもとによる描き下ろしデザイン。
翌2014年7月24日に開催された第37回鈴鹿8時間耐久ロードレースでも、KTM HAMAGUCHI BAKUON Racingとして参戦している。開催地の鈴鹿サーキットでは、描き下ろしのイラストが入ったTシャツやステッカーなどが販売され、公式ウェブショップでも販売されている。

### 行政とのコラボ
本作と警視庁、東京都建設局がコラボレーションを組み、交通安全への取り組みを展開。警視庁はポスターの制作、東京都建設局は奥多摩周遊道路に警告板（2015年3月末までの試行）を設置した。警告板には羽音、恩紗、凜の3種類があり、それぞれ「ゆっくり走ろうね」「ゆっくり走ろうぜ」「ゆっくり走ってね」と書かれた文字の下にデフォルメされたキャラクターが描かれている。奥多摩周遊道路周辺の駐車場や奥多摩都民の森には、おりもとみまなによる描き下ろしの羽音・恩紗・来夢先輩・凜・聖の5人が描かれた大型看板も掲示されている。警視庁とのコラボで作られたポスターは2種類で、2013年9月と10月のイベントで配布されたポスターは、B2サイズで下部に「青梅警察署・五日市警察署」と入っている。もう1つは2014年3月の東京モーターサイクルショーで配布されたB3サイズのポスターで、同一デザインであるが「警視庁交通部」と入っている。
また、警視庁交通部、青梅警察署、五日市警察署主催のイベント「二輪車交通安全キャンペーン」で、2013年9月22日、10月19日、2014年5月4日、12月6日、2015年5月24日の過去5回コラボレーションを行った。同イベントは東京都奥多摩町で開催され、数量限定のコラボレーショングッズの配布や、本作品の痛車展示などが行われた。
奥多摩のイベントや東京モーターサイクルショーで配布されたマグネットは、全部で12種類存在する。第1回と第2回のイベントで配布されたマグネットは5種類あり、羽音、凜、白バイ凜、恩紗、来夢のキャラクターが描かれている。東京モーターサイクルショー以降に配布されたマグネットは7種類あり、単行本の表紙と同じデザインに変更された。前述した5種類のキャラ絵に、聖とTZR恩紗の2種類が加わっている。磁力が弱いため、タンクに貼るのは危険である。
奥多摩イベントの内容は以下の通り。全て会場は奥多摩町大麦代駐車場。主催は青梅警察署・五日市警察署。来場者数は公式ツイッターや掲示板から引用。
1. 2013年9月22日開催。配布物：ポスター、マグネット、パンフレット。来場者数約1000人。晴れ。交通安全講習会の実施。
2. 2013年10月19日開催。配布物：ポスター、マグネット、パンフレット。来場者数約400人。雨。コミネが出店。
3. 2014年5月4日開催。配布物：ポスター、マグネット、パンフレット。来場者数約1200人。晴れ。コミネ、2りんかんや地元物産展が出店。
4. 2014年12月6日開催。配布物：なし。来場者数約600人。曇のち雪。浜口レーシングやB級グルメが出店。
5. 2015年5月24日開催。配布物：マグネット、シール。来場者数約1750人。晴れ。フィギュアメーカーなども出店。

### ホンダとのコラボ
- ホンダのバイクオーナー向けスマホアプリ「Honda Moto LINC」の機能説明用に本作の描き下ろしコミックが起用され、第1話が2014年10月、第2話が2016年1月から全国のホンダドリーム店で小冊子が無料配布された[59]。これらは同一内容のものが公式サイト上から無償ダウンロードが可能となっている。

### ヤマハとのコラボ
- ヤマハ・MT-25のスペシャルサイト上で2015年8月に「MT-25×ばくおん!! 天野恩紗の妄想ポエム」のページが設けられ、いくつかの選択肢を選ぶことで内容に応じた恩紗からのメッセージを見ることができた[60]。
- 2016年3月にヤマハ公式サイトの「免許を取ろう」のページに本作の描き下ろしコミック「二輪免許のススメ！」が公開された[61]。恩紗が教習所での実習項目について解説する内容となっている。
- 2018年10月にヤマハ公式サイトの「バイクとサウナとサウナ飯でととのう漫画」のページに本作の描き下ろしコミック「天野恩紗のサウナ飯!!」[62]と「天野恩紗のサウナ飯!! -仙台編-」[63]が公開された。

### アライヘルメットとのコラボ
- 製品の特徴を掲載した小冊子が2020年3月に発行され、全国の2輪用品販売店で配布された。また、同年5月1日までに申し込むと直接発送してもらうことも可能であった。

## アニメ
| 原作                 | おりもとみまな （掲載「月刊ヤングチャンピオン烈」 秋田書店刊） |
| 監督                 | 西村純二                                                       |
| シリーズ構成         | 砂山蔵澄                                                       |
| キャラクターデザイン | 杉本功                                                         |
| デザインワークス     | 水村良男、森木靖泰                                             |
| 美術監督             | 吉原俊一郎                                                     |
| 美術設定             | 青木薫                                                         |
| 色彩設計             | 中尾総子                                                       |
| CG監督               | 籠屋大志                                                       |
| 撮影監督             | 野上大地                                                       |
| 編集                 | 小峰博美                                                       |
| 音響監督             | 高寺たけし                                                     |
| 音楽                 | 中西亮輔                                                       |
| 音楽制作             | ランティス                                                     |
| 音楽プロデューサー   | 保坂拓也                                                       |
| プロデューサー       | 鶴木洋介、高橋和彰、明治拓生                                   |
| プロデューサー       | 竹村逸平（アニメーション）                                     |
| アニメーション制作   | TMS/8PAN                                                       |
| 製作                 | ばくおん!!製作委員会                                           |

2016年3月に発売された単行本第7巻特装版付録のOVAに続き、同年4月から6月までTOKYO MXほかにて全12話が放送された。放送終了後、OVA第2弾が同年12月に発売される単行本第9巻限定特装版に付属する。
メインスタッフには何らかのバイクに乗っている人が多く参加しており、アニメ公式サイトのコメントには各々の愛車名も記載されている。また、オープニングテーマを歌う佐咲紗花も、本作の依頼を受けた際にバイクの免許を取得した。
劇中に登場するバイクやヘルメットなどは、エンディングに「協力」としてクレジットされている各メーカー（川崎重工業、スズキ、ドゥカティジャパン、本田技研工業、ヤマハ発動機、アライヘルメット、SHOEI、NORIX、ヨシムラジャパン）の協力により基本的に実車名も含めてそのまま登場しており、効果音も実車のものが使用されている。また、バイク用品販売店のバイクワールドなども実名で登場している。
原作と同様、現実の法律に抵触する描写が時折入るため、次回予告後には本編の内容が架空のものであることを告知する文面が表示される。特に第7話では賭博描写も入っていたため、その旨が追加されている。
2016年4月2日には、立川シネマシティにて第1話を5.1chサラウンド音響システムで上映する「TVアニメ『ばくおん!!』"極上爆音"先行上映会」が開催され、主要声優陣が登壇した。
2016年8月21日には、ベルサール秋葉原にて「バイクの日 スマイル・オン 2016」の一環として本作のステージイベントが開催された。

### 主題歌
オープニングテーマ「FEEL×ALIVE」（第2話 - ）
作詞・歌 - 佐咲紗花 / 作曲・編曲 - 堀江晶太
エンディングテーマ
「ぶぉん！ぶぉん！らいど・おん！」（第1話 - 第9話、第11話、第12話）
作詞 - 松井洋平 / 作曲・編曲 - 高田暁 / 歌 - 佐倉羽音（上田麗奈）、鈴乃木凜（東山奈央）、天野恩紗（内山夕実）、三ノ輪聖（山口立花子）、中野千雨（木戸衣吹〈第9話から〉）
「ぶぉん！ぶぉん！らいど・おん！（来夢先輩 Ver.）」（第10話）
作詞 - 松井洋平 / 作曲・編曲 - 高田暁 / 歌 - 来夢先輩
「バイク部勧誘の歌 〜もうこんな乗り物いやだ〜」（OVA2）
作詞・作曲・編曲 - 中西亮輔 / 歌 - 佐倉羽音（上田麗奈）、天野恩紗（内山夕実）、三ノ輪聖（山口立花子）

### 各話リスト
| 話数   | サブタイトル     | 脚本         | 絵コンテ          | 演出           | 作画監督                                                           | メカ作監                 | 総作画監督               |
| ------ | ---------------- | ------------ | ----------------- | -------------- | ------------------------------------------------------------------ | ------------------------ | ------------------------ |
| OVA    | こーひー!!       | 砂山蔵澄     | 西村純二          | 原田奈奈       | 仁井学、村谷貴志                                                   | 水村良男                 | 杉本功                   |
| 第1話  | にゅうぶ!!       | 砂山蔵澄     | 西村純二          | 原田奈奈       | 仁井学、斎藤大輔                                                   | 水村良男                 | 杉本功                   |
| 第2話  | がっこう!!       | 砂山蔵澄     | 園田雅裕          | 園田雅裕       | 村谷貴志、小美戸幸代 井元一彰、秦野好紹                            | 水村良男                 | 杉本功                   |
| 第3話  | でびゅー!!       | 砂山蔵澄     | 菊池カツヤ        | 宮原秀二       | 斎藤大輔、島袋智和 飯飼一幸、松下純子 重松しんいち                 | 水村良男                 | 杉本功 仁井学            |
| 第4話  | おんせん!!       | 西村ジュンジ | 森邦宏            | 森邦宏         | 小美戸幸代、岡崎洋美 福地友樹、小松香苗 大川美穂子、三浦雅子       | 水村良男                 | 杉本功 村谷貴志          |
| 第5話  | つーりんぐ!!     | 西村ジュンジ | 石倉賢一          | 原田奈奈       | 大沢美奈、松岡秀明 中本尚、佐野恵理 しまだひであき                 | 水村良男                 | 杉本功 仁井学            |
| 第6話  | じゅんび!!       | 大久保智康   | 園田雅裕          | 園田雅裕       | 永井泰平、徳川恵梨 shin hyung sick                                 | 水村良男                 | 杉本功 村谷貴志          |
| 第7話  | ぶんかさい!!     | 大久保智康   | みうらたけひろ    | みうらたけひろ | 佐野隆雄、金甫旻 飯飼一幸、島袋智和 重松しんいち、塚本歩           | 水村良男                 | 杉本功 仁井学            |
| 第8話  | ふゆやすみ!!     | 西村ジュンジ | 鵜飼ゆうき 紅優   | 大庭秀昭       | 谷口繁則、今泉竜太 野村美織、渡辺一平太                            | 水村良男 静佳見          | 杉本功 村谷貴志          |
| 第9話  | しんにゅうせい!! | 砂山蔵澄     | 森邦宏            | 森邦宏         | 小美戸幸代、福地友樹 岡崎洋美、高崎由利 佐野恵理                   | 水村良男                 | 杉本功 仁井学            |
| 第10話 | こうはい!!       | 大久保智康   | 石倉賢一          | 岩田義彦       | 服部益実、桝井一平 shin hyung sick、清水恵蔵                       | 水村良男                 | 杉本功 仁井学            |
| 第11話 | じてんしゃ!!     | 西村ジュンジ | 園田雅裕          | 園田雅裕       | 佐野隆雄、山本径子 飯飼一幸、重松しんいち 清山滋崇、南伸一郎       | 水村良男                 | 杉本功 仁井学            |
| 第12話 | もしものせかい!! | 砂山蔵澄     | 石倉賢一 西村純二 | 大庭秀昭       | 中山由美、小美戸幸代 岡崎洋美、三浦雅子 二宮奈那子、みうらたけひろ | 水村良男 寺尾洋之 静佳見 | 杉本功 村谷貴志 佐野隆雄 |
| OVA2   | めいど!!         | 西村ジュンジ | 菊地カツヤ        | 原田奈奈       | 金甫旻、松岡秀明 小美戸幸代、斎藤大輔 高崎由利、鳥居愛緒 佐野恵理  | 水村良男                 | 杉本功、仁井学           |

### 放送局
| 放送期間               | 放送時間                     | 放送局       | 対象地域 | 備考                                    |
| ---------------------- | ---------------------------- | ------------ | -------- | --------------------------------------- |
| 2016年4月5日 - 6月21日 | 火曜 0:00 - 0:30（月曜深夜） | TOKYO MX     | 東京都   | 製作委員会参加                          |
|                        |                              | サンテレビ   | 兵庫県   |                                         |
|                        |                              | BS11         | 日本全域 | BS放送 / 『ANIME+』枠                   |
| 2016年4月13日 - 7月6日 | 水曜 22:00 - 22:30           | アニマックス | 日本全域 | BS/CS放送 / 字幕放送 / リピート放送あり |

インターネットではAmazon Prime Videoにて更新。

### BD / DVD
| 巻 | 発売日         | 収録話          | 規格品番  | 規格品番  |
| 巻 | 発売日         | 収録話          | BD初回版  | DVD初回版 |
| -- | -------------- | --------------- | --------- | --------- |
| 1  | 2016年6月21日  | 第1話 - 第2話   | GNXA-1781 | GNBA-2441 |
| 2  | 2016年7月22日  | 第3話 - 第4話   | GNXA-1782 | GNBA-2442 |
| 3  | 2016年8月24日  | 第5話 - 第6話   | GNXA-1783 | GNBA-2443 |
| 4  | 2016年9月28日  | 第7話 - 第8話   | GNXA-1784 | GNBA-2444 |
| 5  | 2016年10月20日 | 第9話 - 第10話  | GNXA-1785 | GNBA-2445 |
| 6  | 2016年11月18日 | 第11話 - 第12話 | GNXA-1786 | GNBA-2446 |

### ショートアニメ
『ばくおん!!の小部屋』は、BD / DVDの第3巻 - 第6巻に収録のショートアニメ。監督は森井ケンシロウ、制作はダブトゥーンスタジオ。
| 話数  | サブタイトル                      | 収録巻 |
| ----- | --------------------------------- | ------ |
| Vol.1 | 北海道にて北海道にて2夏の信号待ち | 第3巻  |
| Vol.2 | 夏&冬来夢先輩                     | 第4巻  |
| Vol.3 | TRX850二人乗りモジャ毛            | 第5巻  |
| Vol.4 | 車名当てクイズ昔                  | 第6巻  |

### Webラジオ
『ばくおん!!RADIO 麗奈と立花子の放課後フルスロットル!!』のタイトルで2016年4月11日から7月11日まで音泉にて配信された。毎週月曜日深夜24時30分に更新。パーソナリティは上田麗奈（佐倉羽音 役）と山口立花子（三ノ輪聖 役）。同年6月25日に行われた公開録音が、6月27日深夜に『ばくおん!!RADIO特別編 麗奈と夕実の放課後フルスロットル!!』と題したSP回として音源配信された。SP回のパーソナリティは上田麗奈と内山夕実（天野恩紗 役）。
　ゲスト 
　・第7回(2016年5月23日) 東山奈央
　・第8回(2016年5月30日) 木戸衣吹

### コラボレーション（アニメ）
上記の原作で行われたコラボレーションから引き続き、アニメ版の絵柄を活かした痛バイクなど、各種のコラボレーションが行われている。
またラジオCMでは2016年7月から期間限定でバイク王とのタイアップCMが行われた。
| TOKYO MX 火曜 0:00（月曜深夜）枠 | TOKYO MX 火曜 0:00（月曜深夜）枠 | TOKYO MX 火曜 0:00（月曜深夜）枠 |
| 前番組                           | 番組名                           | 次番組                           |
| -------------------------------- | -------------------------------- | -------------------------------- |
| 赤髪の白雪姫（第2クール）        | ばくおん!!                       | OZMAFIA!!                        |